# Jakub Glatsztejn
Jakub Glatsztejn (ur. 20 sierpnia 1896 w Lublinie, zm. 19 listopada 1971 w Nowym Jorku) – żydowski poeta, prozaik, krytyk literacki i publicysta tworzący w języku jidysz.

## Życiorys
Urodził się w 1896 roku w Lublinie w rodzinie żydowskiej. Jego matka wywodziła się z rodziny rabinów. Jego ojciec był krawcem. Miał dwóch starszych braci (Josefa Szlomę i Lewiego), którzy zmarli krótko po narodzeniu. W 1914 roku wyjechał do Stanów Zjednoczonych. W 1918 roku rozpoczął studia prawnicze w New York University. Rok później ożenił się z Nettie Bush, z którą miał trójkę dzieci (Shaula, Gabriela i Naomi). Był jednym z założycieli działającej od 1919 roku w Nowym Jorku modernistycznej grupy poetyckiej In Zich (introspekcjoniści). Celem tej grupy było ożywienie i uwspółcześnienie poezji jidisz. Poezja Glatsztejna była krytyczna wobec zjawisk współczesnej polityki i kultury. Podejmowała problemy narodowe Żydów. Glatsztejn w swojej twórczości stosował wiele neologizmów poetyckich. Po drugiej wojnie światowej w swojej twórczości nawiązywał również do Holocaustu. W 1933 roku poznał rzeźbiarkę Fanny Mazel, z którą od tej pory pozostawał w nieoficjalnym związku (sformalizowanym dopiero w 1952 roku). Był autorem między innymi zbiorów poezji Fun majn gancer mi (1956) oraz prozatorskich relacji z podróży do Polski, którą odwiedził w 1934 roku (min. Wen Jasz iz goforn i Wen Jasz iz gekumen). Opublikował też zbiór recenzji współczesnej literatury w tomie In toch genumen (1949-1950). Publikował na łamach kwartalnika Di Goldene Kejt.
Zmarł 19 listopada 1971 roku w Nowym Jorku.